# Wimbledon 1989
De 103e editie van het Britse grandslamtoernooi, Wimbledon 1989, werd gehouden van maandag 26 juni tot en met zondag 9 juli 1989. Voor de vrouwen was het de 96e editie van het graskampioenschap. Het toernooi werd gespeeld bij de All England Lawn Tennis and Croquet Club in de wijk Wimbledon van de Britse hoofdstad Londen.
Op de eerste zondag tijdens het toernooi (Middle Sunday) werd traditioneel niet gespeeld.
Het toernooi van 1989 trok 403.706 toeschouwers.

## Belangrijkste uitslagen
Mannenenkelspel

Finale: Boris Becker (West-Duitsland) won van Stefan Edberg (Zweden) met 6-0, 7-6, 6-4
Vrouwenenkelspel

Finale: Steffi Graf (West-Duitsland) won van Martina Navrátilová (Verenigde Staten) met 6-2, 6-7, 6-1
Mannendubbelspel

Finale: John Fitzgerald (Australië) en Anders Järryd (Zweden) wonnen van Rick Leach (Verenigde Staten) en Jim Pugh (Verenigde Staten) met 3-6, 7-6, 6-4, 7-6
Vrouwendubbelspel

Finale: Jana Novotná (Tsjecho-Slowakije) en Helena Suková (Tsjecho-Slowakije) wonnen van Larisa Savtsjenko en Natallja Zverava met 6-1, 6-2
Gemengd dubbelspel

Finale: Jana Novotná (Tsjecho-Slowakije) en Jim Pugh (Verenigde Staten) wonnen van Jenny Byrne (Australië) en Mark Kratzmann (Australië) met 6-4, 5-7, 6-4
Meisjesenkelspel

Finale: Andrea Strnadová (Tsjecho-Slowakije) won van Meredith McGrath (Verenigde Staten) met 6-2, 6-3
Meisjesdubbelspel

Finale: Jennifer Capriati (Verenigde Staten) en Meredith McGrath (Verenigde Staten) wonnen van Andrea Strnadová (Tsjecho-Slowakije) en Eva Švíglerová (Tsjecho-Slowakije) met 6-4, 6-2
Jongensenkelspel

Finale: Nicklas Kulti (Zweden) won van Todd Woodbridge (Australië) met 6-4, 6-3
Jongensdubbelspel

Finale: Jared Palmer (Verenigde Staten) en Jonathan Stark (Verenigde Staten) wonnen van John-Laffnie de Jager (Zuid-Afrika) en Wayne Ferreira (Zuid-Afrika) met 7-6, 7-6

## Toeschouwersaantallen en bezoekerscapaciteit
|           |        | Eerste week |         | Tweede week |         | Derde week |
| --------- | ------ | ----------- | ------- | ----------- | ------- | ---------- |
| Maandag   |        | 34.154      |         | 38.910      |         | 3.418      |
| Dinsdag   | 33.403 | 35.742      |         |             |         |            |
| Woensdag  | 33.525 | 29.242      |         |             |         |            |
| Donderdag | 35.929 | 25.723      |         |             |         |            |
| Vrijdag   | 36.055 | 22.283      |         |             |         |            |
| Zaterdag  | 32.387 | 21.110      |         |             |         |            |
| Zondag    | –      | 21.825      |         |             |         |            |
| Totaal    |        | 403.706     | 403.706 | 403.706     | 403.706 | 403.706    |

|  | = slecht weer (meer dan twee uur niet gespeeld) |
|  | = gehele dag niet gespeeld, vanwege de regen    |

| Baan                           | Zitplaatsen                    | Staanplaatsen                  |                                | Baan                           | Zitplaatsen |
| ------------------------------ | ------------------------------ | ------------------------------ | ------------------------------ | ------------------------------ | ----------- |
| Centre Court                   | 12.502                         | 2.000                          |                                | Court No. 9                    | –           |
| Court No. 1                    | 6.507                          | 1.500                          | Court No. 10                   | –                              |             |
| Court No. 2                    | 2.226                          | 1.000                          | Court No. 11                   | 207                            |             |
| Court No. 3                    | 800                            | –                              | Court No. 12                   | –                              |             |
| Court No. 4                    | –                              | –                              | Court No. 13                   | 1.593                          |             |
| Court No. 5                    | –                              | –                              | Court No. 14                   | 1.982                          |             |
| Court No. 6                    | 250                            | –                              | Court No. 15                   | –                              |             |
| Court No. 7                    | 250                            | –                              | Court No. 16                   | –                              |             |
| Court No. 8                    | –                              | –                              | Court No. 17                   | 180                            |             |
| Totaal zitplaatsen             | Totaal zitplaatsen             | Totaal zitplaatsen             | Totaal zitplaatsen             | Totaal zitplaatsen             | 26.497      |
| Totaal staanplaatsen           | Totaal staanplaatsen           | Totaal staanplaatsen           | Totaal staanplaatsen           | Totaal staanplaatsen           | 4.500       |
|                                |                                |                                |                                |                                |             |
| Bezoekerscapaciteit tennispark | Bezoekerscapaciteit tennispark | Bezoekerscapaciteit tennispark | Bezoekerscapaciteit tennispark | Bezoekerscapaciteit tennispark | 28.000      |

1877 · 1878 · 1879 · 1880 · 1881 · 1882 · 1883 · 1884 · 1885 · 1886 · 1887 · 1888 · 1889 · 1890 · 1891 · 1892 · 1893 · 1894 · 1895 · 1896 · 1897 · 1898 · 1899 · 1900 · 1901 · 1902 · 1903 · 1904 · 1905 · 1906 · 1907 · 1908 · 1909 · 1910 · 1911 · 1912 · 1913 · 1914 · 1915–1918 · 1919 · 1920 · 1921 · 1922 · 1923 · 1924 · 1925 · 1926 · 1927 · 1928 · 1929 · 1930 · 1931 · 1932 · 1933 · 1934 · 1935 · 1936 · 1937 · 1938 · 1939 · 1940–1945 · 1946 · 1947 · 1948 · 1949 · 1950 · 1951 · 1952 · 1953 · 1954 · 1955 · 1956 · 1957 · 1958 · 1959 · 1960 · 1961 · 1962 · 1963 · 1964 · 1965 · 1966 · 1967
↓ open tijdperk ↓
1968 (m-v-md-vd-gd) · 1969 (m-v-md-vd-gd) · 1970 (m-v-md-vd-gd) · 1971 (m-v-md-vd-gd) · 1972 (m-v-md-vd-gd) · 1973 (m-v-md-vd-gd) · 1974 (m-v-md-vd-gd) · 1975 (m-v-md-vd-gd) · 1976 (m-v-md-vd-gd) · 1977 (m-v-md-vd-gd) · 1978 (m-v-md-vd-gd) · 1979 (m-v-md-vd-gd) · 1980 (m-v-md-vd-gd) · 1981 (m-v-md-vd-gd) · 1982 (m-v-md-vd-gd) · 1983 (m-v-md-vd-gd) · 1984 (m-v-md-vd-gd) · 1985 (m-v-md-vd-gd) · 1986 (m-v-md-vd-gd) · 1987 (m-v-md-vd-gd) · 1988 (m-v-md-vd-gd) · 1989 (m-v-md-vd-gd) · 1990 (m-v-md-vd-gd) · 1991 (m-v-md-vd-gd) · 1992 (m-v-md-vd-gd) · 1993 (m-v-md-vd-gd) · 1994 (m-v-md-vd-gd) · 1995 (m-v-md-vd-gd) · 1996 (m-v-md-vd-gd) · 1997 (m-v-md-vd-gd) · 1998 (m-v-md-vd-gd) · 1999 (m-v-md-vd-gd) · 2000 (m-v-md-vd-gd) · 2001 (m-v-md-vd-gd) · 2002 (m-v-md-vd-gd) · 2003 (m-v-md-vd-gd) · 2004 (m-v-md-vd-gd) · 2005 (m-v-md-vd-gd) · 2006 (m-v-md-vd-gd) · 2007 (m-v-md-vd-gd) · 2008 (m-v-md-vd-gd) · 2009 (m-v-md-vd-gd) · 2010 (m-v-md-vd-gd) · 2011 (m-v-md-vd-gd) · 2012 (m-v-md-vd-gd) · 2013 (m-v-md-vd-gd) · 2014 (m-v-md-vd-gd) · 2015 (m-v-md-vd-gd) · 2016 (m-v-md-vd-gd) · 2017 (m-v-md-vd-gd) · 2018 (m-v-md-vd-gd) · 2019 (m-v-md-vd-gd) · 2020 · 2021 (m-v-md-vd-gd) · 2022 (m-v-md-vd-gd) · 2023 (m-v-md-vd-gd) · 2024 (m-v-md-vd-gd)
Lijst van Wimbledonwinnaars · Toernooien per editie